# Станисавлевич, Горан
Горан Станисавлевич (серб. Goran Stanisavljević, 3 января 1964, Боранци — 26 мая 2024, Вена) — сербский футболист и тренер. Играл на позиции полузащитника.

## Биография
Станисавлевич родился 3 января 1964 года в Боранци, Югославия. Карьеру начинал на родине, в клубе «Напредак». В середине 1980-х перешёл в «Будучност» из Подгорицы, за который сыграл более 100 матчей. В начале 1990-х уехал в Австрию, где выступал за «Клагенфурт». Летом 1991 года вернулся в Сербию, подписав контракт с ОФК, но за клуб так и не дебютировал, а осенью окончательно уехал в Австрию, перейдя в «Рид», выступавший в Лиге Цва. Дебютировал 7 сентября в домашнем матче с «Альтахом». Первый гол забил 19 октября в ворота «Мёдлинга».
21 апреля 1995 года сыграл свой 100-й матч за клуб, отметившись забитым голом в ворота «Леобена». Всего в том сезоне забил 9 голов (в том числе победный в ответном матче плей-офф за место в Бундеслиге против «Линца»), став вторым бомбардиром команды после Павла Мраза и внеся весомый вклад в первый в истории клуба выход в высший дивизион. В Бундеслиге дебютировал 2 августа 1995 года в домашнем матче против венского «Рапида». 12 августа забил свой первый гол в высшем дивизионе, поразив ворота «Штурма». По итогам сезона «Рид» квалифицировался в Кубок Интертото, поэтому 22 июня 1996 года Горан в матче против любинского «Заглембе» дебютировал в еврокубках. Первый гол забил 13 июля в ворота «Конви Юнайтед». 12 июля 1997 года также в рамках матча Кубок Интертото против тбилисского «Мерани» впервые вывел команду на поле в качестве капитана.
20 сентября 1997 года сыграл свой 200-й матч за клуб. В том сезоне впервые с момента перехода в «Рид» не забил ни одного гола в чемпионате, а прервать свою безголевую серию, длившуюся больше года, смог лишь 19 мая. Тогда, на «Эрнст Хаппель», голом с пенальти он открыл счёт в финале Кубка Австрии против «Штурма». «Рид» тот матч выиграл, а кубок стал первым трофеем и в карьере Станисавлевича, и клуба. Тем не менее, в матче за Суперкубок клуб из Граца взял реванш, разгромив команду серба 4:0. Победа в кубке позволила клубу квалифицировать в Кубок обладателей кубков, где он дошёл до второго раунда, победив МТК, но проиграв «Маккаби Хайфа». По итогам того сезона покинул клуб, сыграв за него 256 матчей и забив 36 голов.
Летом 1999 года перешёл в «Аустрию» из Лустенау. Дебютировал 30 июня в матче против зальцбургской «Аустрии». Единственный гол забил в следующем матче в ворота ЛАСКа. Зимой 2000 года был уволен главный тренер Клаус Шеер, и Станисавлевич занял его место. Однако за 16 матчей он потерпел 16 поражений и не одержал ни одной победы, заняв с командой последнее место и вылетев в Лигу Цва. В XXI веке выступал, а затем и тренировал клубы из Ландеслиг.
Станисавлевич умер 26 мая 2024 года в возрасте 60 лет в Вене, Австрия, где он жил в течение долгого времени.

## Достижения
«Рид»
- Обладатель Кубка Австрии: 1997/98